# BattleBit Remastered
BattleBit Remastered es un videojuego de disparos en primera persona multijugador masivo en línea desarrollado por un equipo de tres desarrolladores independientes (SgtOkiDoki, Vilaskis y TheLiquidHorse) y publicado por SgtOkiDoki para Microsoft Windows exclusivamente a través de la plataforma de distribución Steam. BattleBit, ambientado libremente durante un conflicto entre Estados Unidos y Rusia, permite que hasta 254 jugadores compitan en partidas jugador contra jugador en mapas grandes. El juego está fuertemente inspirado en la serie Battlefield de DICE, con mecánicas de juego similares a las de entradas anteriores de esa serie, como clases de personajes orientadas al equipo y entornos destructibles.
BattleBit se lanzó en acceso anticipado el 15 de junio de 2023 con un éxito financiero y una popularidad considerables, con más de 1,8 millones de copias vendidas dentro de sus primeras dos semanas de lanzamiento. También fue aclamado por la crítica por su jugabilidad orientada al trabajo en equipo, imágenes de low poly, diseño de juego fácil de usar y simplicidad y singularidad en general.

## Modo de juego
BattleBit Remastered es un juego de disparos en primera persona multijugador por equipos donde los jugadores, divididos en dos equipos opuestos que representan a las Fuerzas Armadas de los Estados Unidos y las Fuerzas Armadas de Rusia, luchan entre sí para completar objetivos en un mapa grande. Los jugadores pueden elegir unirse a servidores de 64 jugadores (32 contra 32), 128 jugadores (64 contra 64) y 254 jugadores (127 contra 127), dependiendo de la opción de emparejamiento elegida en el menú principal.
Los jugadores se dividen en varios escuadrones en su equipo y pueden elegir entre una de las seis clases que tienen equipamientos únicos para cumplir ciertos roles: Squad Leader, encargado de comandar su escuadrón, con la capacidad de colocar puntos de reunión para que su escuadrón se genere y planeaban poder utilizar sus binoculares para ordenar ataques aéreos; Assault, un luchador básico y polivalente; Medic, encargado de curar y revivir rápidamente a los compañeros de equipo heridos; Support, centrado en el fuego de supresión, con la capacidad de desplegar cajas de municiones para que los compañeros de equipo se reabastezcan; Ingeniero, centrado en la ingeniería militar y la zapación, con acceso a armas explosivas para destruir estructuras y vehículos enemigos; y Recon, centrado en la supervisión, el reconocimiento y las tácticas de ataque y retirada.
Cada clase tiene acceso limitado a ciertas armas y equipos, aunque existe una amplia gama de ellos bajo varios tipos y subtipos de fusiles, subfusiles, ametralladoras, pistolas, granadas y minas terrestres; en particular, no se planea agregar escopetas, aparentemente debido a su papel reducido en la guerra moderna. Todas las armas de fuego del juego se comparten entre cada equipo y se desbloquean según el rango del jugador, y se pueden modificar con accesorios como miras, luces tácticas, empuñaduras delanteras, supresores y cargadores, entre otros, que se desbloquean a medida que el jugador consigue más muertes. con un arma. Cada clase también tiene una personalización de personaje única basada en el rango y el equipo del jugador, con diferentes cascos, chalecos antibalas, cinturones de herramientas y mochilas que afectan la capacidad de supervivencia y las municiones transportadas, así como opciones cosméticas como camuflaje uniforme y apariencia corporal. El juego se centra predominantemente en el combate de infantería, pero según el modo y el mapa, los jugadores también pueden tener acceso a vehículos y aviones militares como vehículos todo terreno, vehículos utilitarios ligeros militares, vehículos de combate de infantería, tanques, helicópteros militares y embarcaciones semirrígidas.
El juego se centra en el trabajo en equipo y, en consecuencia, las mecánicas y clases del juego están diseñadas para fomentarlo; por ejemplo, si bien el tiempo para matar es corto, los jugadores cuya salud se ha agotado entran en un estado de abatimiento urgente en lugar de ser asesinados directamente, y cualquiera de sus compañeros de equipo puede arrastrarlos a un lugar seguro y revivirlos siempre que tengan al menos una venda en su inventario, aunque los médicos llevan más vendajes y pueden revivir más rápido. Los jugadores también pueden usar explosivos y vehículos para destruir ciertas estructuras en cada mapa, brindando a sus compañeros de equipo y enemigos mejores vistas entre sí y puntos de acceso a los edificios, al tiempo que reducen la cobertura y el ocultamiento general.
El uso del chat de voz es opcional, pero el juego lo recomienda; en el juego, todo el chat de voz está «cerca» (solo se puede escuchar dentro de una cierta distancia) y los jugadores de ambos equipos pueden escucharlo. El juego resalta la moderación de contenido a través de una advertencia automática al unirse a un servidor, y se ha observado que los jugadores denunciados por hacer trampa o incitar al odio son rápidamente baneados.

### Modos de juego
BattleBit tiene múltiples modos de juego que varían según el tamaño del servidor seleccionado en el emparejamiento. Cada modo tiene diferentes tipos de mapas y diferente accesibilidad a los vehículos. Los jugadores votan en una encuesta ciega al final de cada partida para decidir el siguiente mapa y modo de juego en consecuencia.
Aunque se planean un total de al menos dieciocho modos de juego, solo seis se han implementado a partir de la Actualización 1.9.3:
- Conquest: un modo a gran escala en el que ambos equipos luchan para capturar puntos de control y reducir los tickets de reaparición del equipo enemigo. Como los mapas utilizados en Conquest son grandes, ambos equipos tienen acceso a vehículos para ayudar en el transporte y apoyar los avances.
- Infantry Conquest: Conquest, pero solo con vehículos orientados al transporte, para centrarse en el combate de infantería.
- Domination: Esencialmente una versión a menor escala de Conquest con menos puntos de control, sin vehículos y un mapa más pequeño.
- Capture the Flag: un modo de capturar la bandera en el que ambos equipos luchan para robar la bandera del equipo enemigo mientras protegen la suya.
- Frontlines: un modo de juego de la soga en el que ambos equipos avanzan a través del mapa capturando pares de puntos de control a la vez (llamados «sectores»), mientras evitan que el equipo enemigo avance sobre ellos.
- Rush: un modo de ataque contra defensa en el que un equipo debe atacar y destruir varias estaciones de comunicaciones militares, mientras que el otro equipo debe defenderlas. No está disponible en servidores de 254 jugadores.

Otros modos que están presentes como filtros en el navegador del servidor pero que aún no están implementados en el juego son Team Deathmatch, Free For All, Elimination, Gun Game (Free for All), Gun Game (Team), Advance and Secure, Suicide Rush, Catch Game, Cash Run, Infected, Voxel Fortify y Voxel Trench.

## Desarrollo
BattleBit Remastered se anunció por primera vez en Steam Greenlight como BattleBit en diciembre de 2016 como el primer proyecto de SgtOkiDoki, Vilaskis y TheLiquidHorse. Los tres desarrolladores independientes son los únicos creadores del juego y sus experiencias previas fueron en la creación de mods. Citaron juegos como Battlefield, Squad, Insurgency: Sandstorm, Ace of Spades y Hell Let Loose como inspiración para BattleBit.
La intención original de BattleBit era proporcionar una experiencia milSim que fuera accesible para jugadores con hardware menos potente, con sus propias experiencias jugando en computadoras portátiles y computadoras de escritorio más antiguas dando forma a sus preocupaciones. Sin embargo, a medida que el desarrollo continuó y se realizaron las pruebas beta, se tomó la decisión de cambiar hacia una experiencia más informal pero con una temática realista. A pesar de la adición de «Remastered» («Remasterizado») en el nombre del juego, BattleBit Remastered no es en realidad una remasterización o una nueva versión de ningún juego existente; más bien, su nombre es una broma que hace referencia a la frecuencia con la que se debe reiniciar el desarrollo.
En el año anterior a su lanzamiento, la popularidad del juego experimentó un aumento exponencial: más de 800 000 usuarios de Steam agregaron el juego a su lista de deseos desde enero de 2022, lo que se atribuyó al Marketing de boca a boca, así como a la exposición de los streamers a las copias previas al lanzamiento el juego.
Anti-cheat está a cargo de Easy Anti-Cheat, pero está previsto que sea reemplazado por una variante de FACEIT diseñada para ser compatible con Linux y, por tanto, también con SteamOS de Steam Deck.

## Recepción
Según el sitio web de juegos PC Gamer, BattleBit sigue siendo uno de los juegos más populares en Steam a mediados de 2023, con 1.8 millones de copias vendidas dentro de las dos semanas posteriores a su lanzamiento inicial.
La simplicidad general del juego fue ampliamente elogiada y frecuentemente se comparó con entradas anteriores de Battlefield. Morgan Park de PC Gamer describió positivamente BattleBit como «Un FPS independiente que se mueve como Battlefield, se comporta como un milsim Squad incondicional y se parece a Roblox», destacando la popularidad del juego, el bajo precio, la falta de microtransacciones y un pase de batalla, y la sincera simplicidad en la cara de otras franquicias de disparos establecidas y tendencias populares de juegos independientes, y lo recomendó a «fanáticos de FPS multijugador con el mismo malestar por los juegos de servicio». Patrick Gill de Polygon hizo comparaciones similares y lo describió como un resurgimiento de la «profundidad mecánica nerd y la acción sandbox absolutamente desquiciada» que se ve en los shooters de principios de la década de 2010 como battlefield: Bad Company 2 y Battlefield 3. Eric Van Allen de Destructoid estuvo de acuerdo, comparándolo con sus recuerdos de Battlefield 2 como «una parte del paisaje de FPS que creía perdida». Comparando BattleBit con la serie Battlefield en general, Gabriel Moss de IGN elogió la jugabilidad, el diseño del juego y la personalización, describiéndolo como que tiene «la mayoría de las características de un juego de Battlefield adecuado», pero criticó el sistema de reanimación más prolongado y la mecánica inusual de los vehículos del juego, aunque admitió que es posible que simplemente estuvieran sin terminar en ese momento. Chris Allnutt del Financial Times señaló que el juego carecía de muchos elementos comunes en otros shooters, como una trama detallada o una interfaz llamativa, a favor de una premisa abierta y menús utilitarios. Ben Sledge de TheGamer lo resumió como «un buen juego de disparos en equipo a la antigua, como solía hacer tu mamá».
Los críticos destacaron mucho los gráficos de baja poli y la optimización del juego. Rosalie Newcomb de PCGamesN señaló que los requisitos mínimos del sistema del juego apenas eran exigentes y sugirió que «probablemente podría ejecutarse en una tostadora». Allnutt estuvo de acuerdo con la idea de que los gráficos de baja poli del juego lo hacían considerablemente más accesible para jugadores con especificaciones de hardware más bajas, y agregó que su optimización le dio un tamaño relativamente pequeño de 2 gigabytes, que comparó con los tamaños mucho más exigentes de los shooters contemporáneos como el tamaño de 125 gigabytes de Call of Duty: Modern Warfare II. Muchos críticos compararon el estilo visual de BattleBit con el de Roblox, hasta el punto de que los desarrolladores aclararon la falta de relación en la sección de preguntas frecuentes del sitio web oficial.
El diseño del mapa y la mecánica del entorno destructible fueron bastante bien recibidos. Van Allen describió los entornos destructibles como su «mayor atractivo» y un elemento que podría afectar una escaramuza en curso, pero señaló que el diseño de algunos mapas podría provocar que las batallas se estancaran ya que los jugadores a menudo recurrían simplemente a lanzar granadas y cargas esporádicas desde posiciones seguras. en lugar de elaborar estrategias y coordinar.
En varias revisiones se observó que la jugabilidad orientada al trabajo en equipo, así como el énfasis en el chat de voz, habían mejorado las relaciones con los jugadores. Van Allen afirmó que, aunque a menudo se encontraba luchando solo, un escuadrón coordinado podría tener un efecto notable en una batalla en curso; También elogió cómo los jugadores podían permanecer con sus compañeros durante los diferentes partidos. Park contó que muchos jugadores tenían «juegos de rol improvisados», como llamar a los médicos o liderar a su escuadrón a la batalla. Sledge señaló en el lanzamiento que «la comunidad parece sana hasta ahora, y los extraños incluso hacen todo lo posible para reanimarte cuando estás derribado, lo cual es un verdadero milagro en un juego de disparos».